# Cénevières
Cénevières is een gemeente in het Franse departement Lot (regio Occitanie) en telt 161 inwoners (1999). De plaats maakt deel uit van het arrondissement Cahors.
De plaats ligt aan de rivier de Lot op 36 kilometer stroomopwaarts ten opzichte van Cahors.
Cénevières wordt gedomineerd door het kasteel, het Château de Cénevières. Het kasteel is gelegen bovenaan een hoge rotswand in een bocht van de Lot. Vanaf het kasteel kan een groot stuk van het Lot-dal overzien worden.

## Geografie
De oppervlakte van Cénevières bedraagt 15,69 km², de bevolkingsdichtheid is 10 inwoners per km².

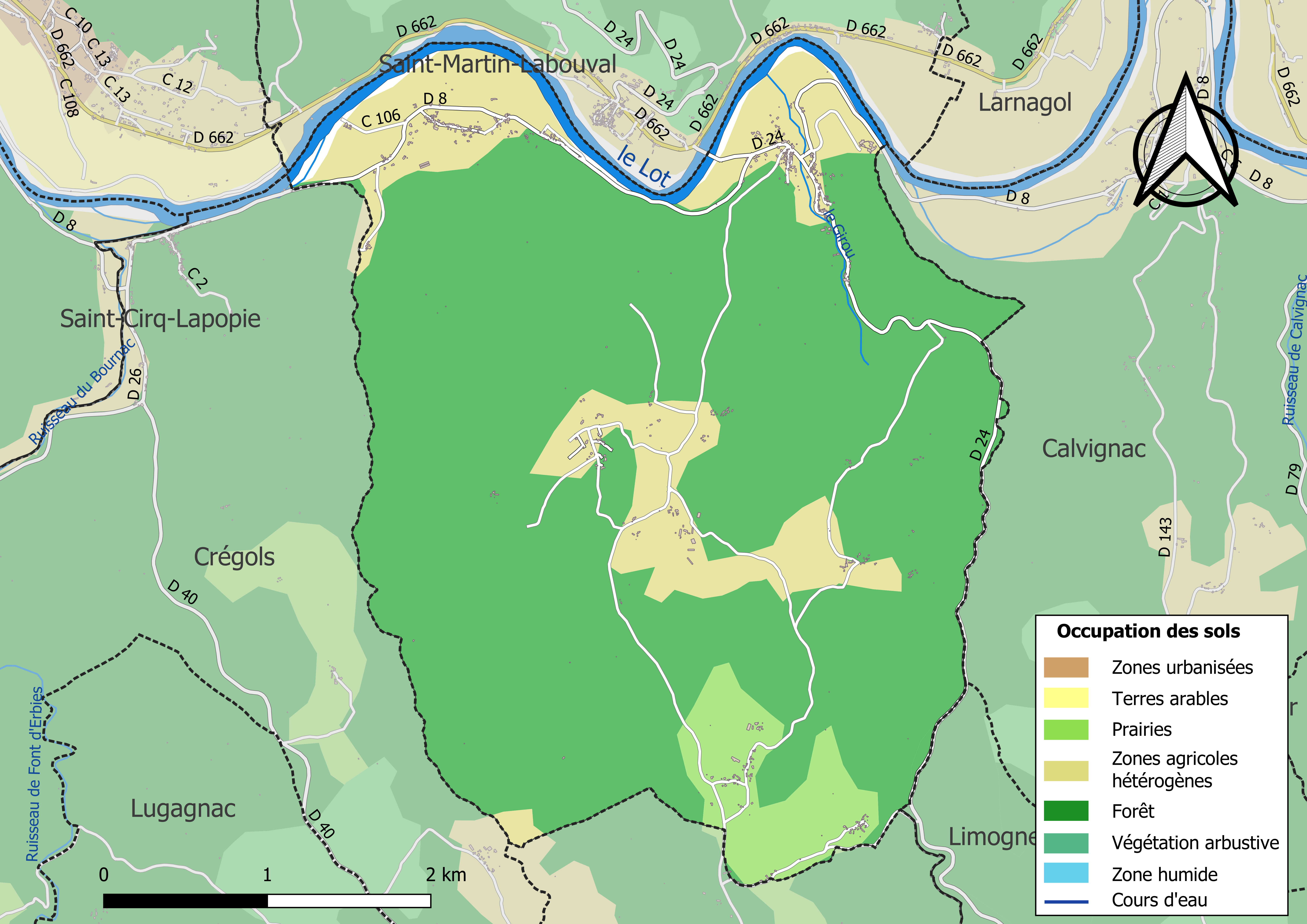
Kaart van de gemeente met de belangrijkste infrastructuur, bodemgebruik en omliggende gemeenten

## Geschiedenis
Het oudste nog staande deel is de romaanse toren uit de 13e eeuw, het kasteel is uitgebreid tot en met de 15e eeuw. Later is daar het paleis in renaissancestijl aan uitgebouwd, van binnen rijk versierd met muurtapijten, plafondschilderingen, fresco's, enzovoorts.
Het Château de Cénevières speelt al veel eerder een rol in de geschiedenis, al in 763 maakt Pepijn de korte zich meester van het kasteel, al in die tijd heeft er een burcht op die plek gestaan.

## Demografie
Onderstaande figuur toont het verloop van het inwonertal (bron: INSEE-tellingen).

1. ↑  Populations de référence 2022.